# Superliga 2002/03 (Europa)
Die Superliga 2002/03 war die zehnte Saison der Superliga im Tischtennis. Sie dauerte von September 2002 bis April 2003.
Es wurde nach dem gleichen System gespielt wie in der Vorsaison: 12 Teams traten zunächst in zwei Gruppen mit je sechs Mannschaften im System Jeder-gegen-Jeden an, das in einer Hin- und Rückrunde ausgetragen wurde. Jede Mannschaft stellte zwei Doppelpaarungen und vier Einzelspieler. Es waren zwei Doppel und acht Einzel vorgesehen, welche nach dem Bundessystem ausgetragen wurden. Hatte eine Mannschaft A sechs Punkte erreicht, dann wurde der Wettkampf abgebrochen mit A als Sieger.
Der Erste und Zweite jeder der beiden Gruppen spielten dann in Playoffs um die Plätze eins bis vier, die Dritten und Vierten um die Plätze fünf bis acht, die Fünften und Sechsten um die Plätze neun bis zwölf.
| Platz | Team                               | Nation | Aktive                                                                   |
| ----- | ---------------------------------- | ------ | ------------------------------------------------------------------------ |
| 1     | SVS Niederösterreich               | AUT    | Werner Schlager, Chen Weixing, Kostadin Lengerov, Karl Jindrak           |
| 2     | Start Horni Sucha                  | CZ     | Marek Cihak, Radek Kostal, Petr Korbel, Radek Mrkvicka, Miroslav Horejsi |
| 3     | SKK El Nino Praha                  | CZ     | Josef Plachý, František Krčil, Bohumil Vozicky, Tomas Pavelka            |
| 4     | Kecskeméti Profitholding Spartacus | HUN    | Lehel Demeter, Zoltan Zoltan, Miklos Somosi, Krisztian Szabo             |
| 5     | BVSC Budapest                      | HUN    | Laszlo Magyar, Zoltan Varga, Károly Németh, Marton Marsi, János Jakab    |
| 6     | KST Factory Pro Praha              | CZ     | Michal Bardon, Josef Simoncik, Petr Kaucky, Ludek Laboutka               |
| 7     | Turnerschaft Sparkasse Innsbruck   | AUT    | Robert Gardos, Krisztian Gardos, Christoph Maier, Christoph Simoner      |
| 8     | Postas Matav SE Budapest           | HUN    | Adam Lindner, Kaiser, Gabor Gerold, Ferenc Pazsy                         |
| 9     | SK Mostex Raca Bratislava          | SK     | Peter Sereda, Erik Illas, Tomas Sereda, A.Hamran                         |
| 10    | ASKÖ Linz-Altstadt                 | AUT    | Ivan Vitsek, Peter Aranyosi, Julien Pietropaoli, Mathias Habesohn        |
| 11    | MSK Mareka Malacky                 | SK     | Jaromír Truksa, Valentin Bazenov, Martin Palcek, Martin Palovcik, Bednar |
| 12    | SKST Bratislava                    | SK     | Martin Jaslovsky, Lubomir Kokes                                          |

| Platz | Team                              | Nation | Aktive                                                                                                   |
| ----- | --------------------------------- | ------ | --- |
| 1     | Postas Matav SE Budapest          | HUN    | Olga Nemes, Petra Lovas, Vivien Ellö, Rita Kertai, Otilia Bădescu                                        |
| 2     | Statisztika Petöfi SC Budapest    | HUN    | Mária Fazekas, Zita Molnar, Tamara Boroš, Georgina Póta                                                  |
| 3     | ASKÖ Erdgas Linz-Froschberg       | AUT    | Petra Dermastija, Li Qiangbing, Liu Jia, Veronika Heine                                                  |
| 4     | Start Horni Sucha                 | CZ     | Lenka Harabaszova, Dana Hadačová, Renáta Štrbíková                                                       |
| 5     | BSE Budapest                      | HUN    | Eva Braun, Agnes Kokai, Anna Isaeva                                                                      |
| 6     | STT Ferrum Frýdlant nad Ostravicí | CZ     | Zuzana Poliačková, Hana Bartosova, Marie Hrachová                                                        |
| 7     | SKST Topolcany                    | SK     | Iveta Klacanska, Andrea Kubrikova, Renata Budayova                                                       |
| 8     | SKST CSAD Hodonin                 | CZ     | Alena Vachovcová, Martina Smistikova, Iveta Vacenovská                                                   |
| 9     | SV Schwechat                      | AUT    | Judit Herczig, Valentina Popová, Michaela Zillner                                                        |
| 10    | STK Topvar Topolcany              | SK     | Iveta Klacanska, Andrea Kubrikova, Renata Budayova, Viktoria Lucenkova, Alena Frtalova, Lenka Kmotorkova |
| 11    | TTC Olympic Wien                  | AUT    | Nina Kolarova, Sabine Graf, Lydia Csibova                                                                |
| 12    | TJ Trnavka Bratislava             | SK     | P. Tancibokova, Kristina Mikova                                                                          |

- AUT = Österreich
- CZ = Tschechien
- HUN = Ungarn
- SK = Slowakei